# A Successful Calamity
A Successful Calamity (Brasil: Manias de Gente Rica [carece de fontes?]) é um filme norte-americano de 1932, do gênero comédia dramática, dirigido por John G. Adolfi e estrelado por George Arliss e Mary Astor.
O filme é baseado em peça de 1917 de Clare Kummer, com elogiada atuação do comediante George Arliss.

## Sinopse
De volta de viagem a negócios na Europa, o milionário Henry Wilton encontra mudanças alarmantes em sua família. Assim, na esperança de levar as coisas ainda mais longe, ele finge que está quebrado. E os resultados são espetaculares: o filho encontra emprego e a filha deixa o aventureiro George Struthers e cai nos braços de seu verdadeiro amor, Larry Rivers. Apenas a esposinha Emmy parece tê-lo abandonado. Que nada: ela estava apenas a procura de um comprador para suas joias para, dessa forma, livar Henry da bancarrota.

## Elenco
| Ator/Atriz        | Personagem            |
| ----------------- | --------------------- |
| George Arliss     | Henry Wilton          |
| Mary Astor        | Emmy 'Sweetie' Wilton |
| Evalyn Knapp      | Peggy Wilton          |
| Grant Mitchell    | Connors               |
| Hardie Albright   | George Struthers      |
| William Janney    | Eddie Wilton          |
| David Torrence    | Partington            |
| Randolph Scott    | Larry Rivers          |
| Hale Hamilton     | John Belde            |
| Fortunio Bonanova | Pietro Rafaelo        |
| Oscar Apfel       | Presidente dos EUA    |